# 名嘉翔伍
名嘉 翔伍（なか しょうご、1988年6月22日 - ）は、日本の元ラグビーユニオン選手。現在ジャパンラグビーリーグワン静岡ブルーレヴズのスクラムコーチを務めている。

## プロフィール
- 沖縄県名護市出身。
- ポジションはフッカー(HO)。
- 身長 183 cm、体重 106 kg
- ニックネームはナカんちゅ。
- ジュニア・ジャパンのスコッドに選ばれたことがある[1]。

## 来歴
2007年、名護高校卒業後、明治大学に入る。
2011年、明治大学卒業後、ヤマハ発動機ジュビロに加入。
2012年10月20日に行われたジャパンラグビートップリーグ第7節の九州電力キューデンヴォルテクス戦に先発出場で公式戦初出場を果たす。
2013年、ヤマハ発動機ジュビロの副将に就任した。
2021年、現役を引退して、同年8月に静岡ブルーレヴズのスクラムコーチに就任。